# Blixpriset
Blixpriset (norska Blixprisen) är ett litterärt pris som årligen utdelas av litteratursällskapet Det Norske Samlaget (den litteraturpolitiska intresseorganisationen som utgör hälften av Samlagets organisation) till en framstående nordnorsk författare som skriver på nynorska. Enligt statuterna kan priset utdelas för skönlitteratur eller facklitteratur och riktar sig särskilt till yngre författare eller författare som skriver för ungdom. Priset utdelas efter råd från en jury med medlemmar från Nord-Norsk Kulturrådet, Nordnorsk Forfatterlag och litteratursällskapet Det Norske Samlaget.
Priset består av ett penningbelopp från Emma och Elias Blix' donation. Donationen "skall ha till uppgift att främja arbetet för nynorsk litteratur".  Donationen förvaltas av Det Norske Samlaget. Även om priset hela tiden har haft en nordnorsk profil, förekom det under de första åren några pristagare som inte kom från Nordnorge.

## Pristagare
- 1968 – Paal-Helge Haugen och Einar Økland
- 1977 – Birger Jåstad
- 1978 – Audun Nilsskog
- 1979 – Dagmar Blix
- 1980 – Edvard Ruud
- 1981 – Arvid Hanssen
- 1982 – Jack Berntsen
- 1983 – Hans Kristian Eriksen
- 1984 – Finn Myrvang
- 1985 – Tove Karoline Knutsen
- 1986 – Johan Nymo
- 1987 – Jahn-Arill Skogholt
- 1988 – Asbjørn Eidnes
- 1989 – Sissel Solbjørg Bjugn
- 1990 – Hanne Aga
- 1991 – Gunvor Stornes
- 1992 – Ragnar Olsen
- 1993 – Hans Sande
- 1994 – Ola Bremnes
- 1995 – Eva Jensen
- 1996 – Helge Stangnes
- 1997 – Terje Nilsen
- 1998 – Ingen utdelning
- 1999 – Kine Hellebust för barnboken Ho Anne og den forsvunne nøkkelen
- 2000 – Ragnfrid Trohaug
- 2001 – Inge Eberg Johansen för debutromanen Krig i kalosjar
- 2002 – Malvin Skulbru
- 2003 – Tore Elias Hoel
- 2004 – Trond Hellemo
- 2005 – Tove Myhre
- 2006 – Irene Larsen
- 2007 – Sigrid Merethe Hanssen
- 2008 – Tarald Stein
- 2009 – Are Bredahl Simonsen
- 2010 – Kjersti Kollbotn för debutromanen Eg er mamma, eg skal vere god
- 2011 – Ingvild Holvik för debutromanen Lykkefeltet
- 2012 – Anne Bjørkli för barnboken Huskereisa
- 2013 – Teresa Grøtan för barnböckerna om Klara
- 2015 – Sissel Horndal
- 2022 – Jens K. Styve
- 2023 – Sigrid Agnethe Hansen